# Bruno Ernst (Poolbillardspieler)
Bruno Ernst (* 27. März 1957) ist ein deutscher Poolbillardspieler.

## Karriere
Bei der deutschen Meisterschaft 1982 wurde Bruno Ernst durch einen Finalsieg gegen Peter Haidinger deutscher Meister im 14/1 endlos. 1983 wurde er Dritter im 14/1 endlos. Bei der EM 1983 gewann Ernst die Bronzemedaille im 14/1 endlos.
1984 erreichte er, ebenfalls im 14/1 endlos, das EM-Finale, unterlag dort jedoch dem Schweden Bengt Pedersen.
Bei der deutschen Meisterschaft der Senioren wurde Ernst 1998 und 2001 Fünfter im 14/1 endlos, sowie 2008 Neunter.
Im November 2012 erreichte Ernst mit dem 25. Platz bei den European Open sein bislang bestes Ergebnis auf der Euro-Tour.